# ۱آرایکس‌اس جی۱۶۰۹۲۹٫۱−۲۱۰۵۲۴

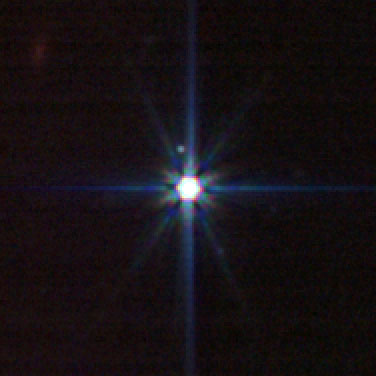
ستارهٔ «۱آرایکس‌اس جی۱۶۰۹۲۹.۱−۲۱۰۵۲۴»، تصویربرداری‌شده توسط MIRI

۱آرایکس‌اس جی۱۶۰۹۲۹.۱−۲۱۰۵۲۴ یک ستاره است که در صورت فلکی کژدم قرار دارد.